# Regierungsbezirk Aurich

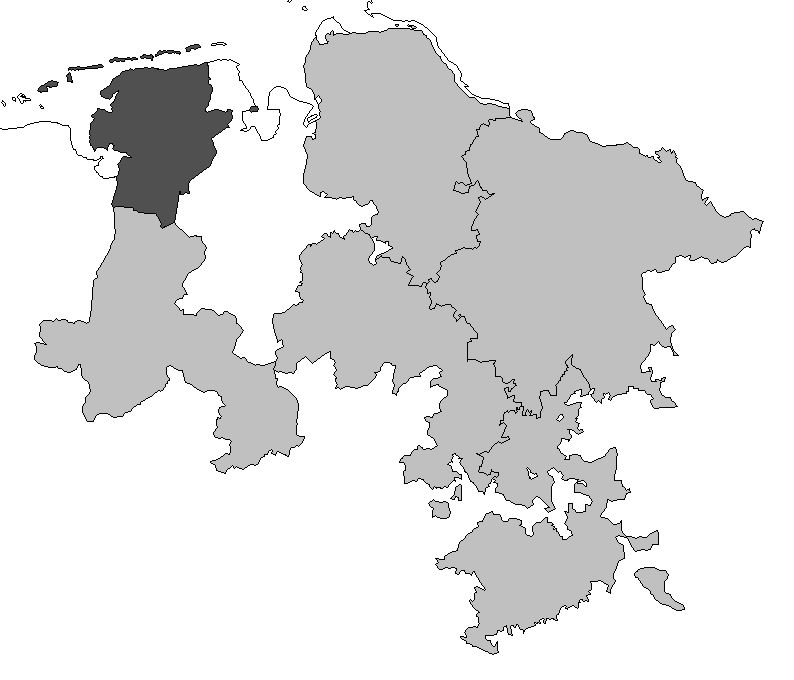
Regierungsbezirk Aurichs utsträckning 1905.

Regierungsbezirk Aurich var ett regeringsområde i preussiska provinsen Hannover,
Det motsvarande det forna furstendömet Ostfriesland och Harlingerland. Det hade en yta på 3 107 km2 och 240 058 invånare (1900).

## Källa
Den här artikeln är helt eller delvis baserad på material från Nordisk familjebok, Aurich, 1904–1926.